# Panicum
- Commons
- Wikispecies

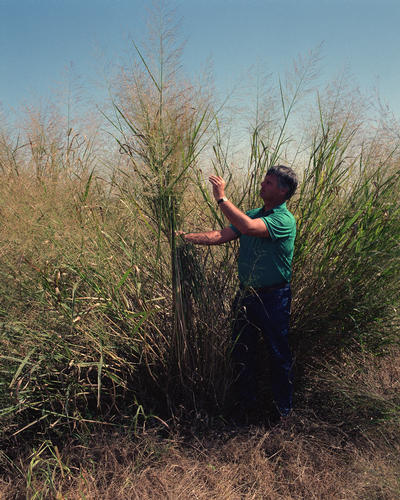
Panicum virgatum.

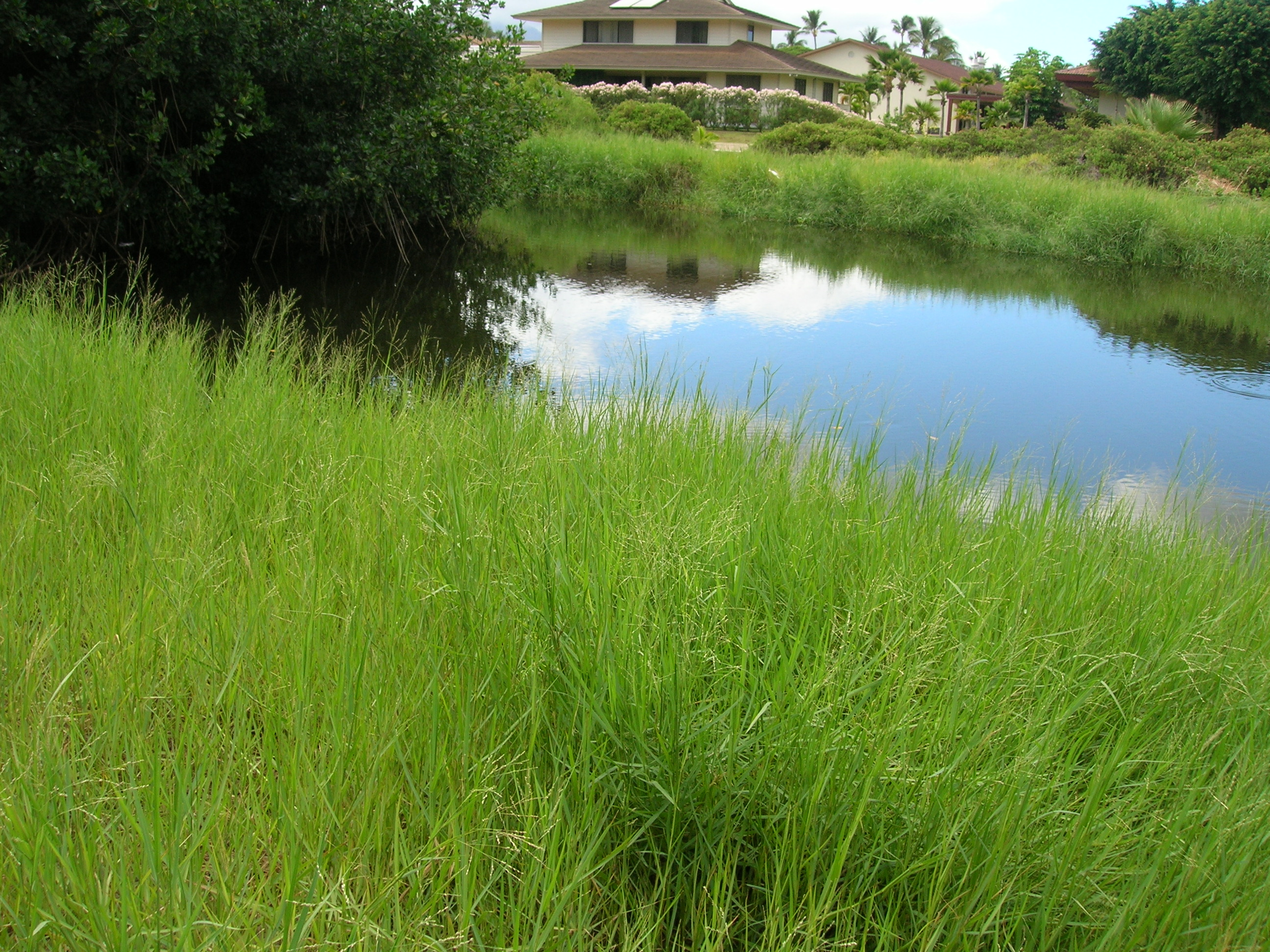
Panicum repens.

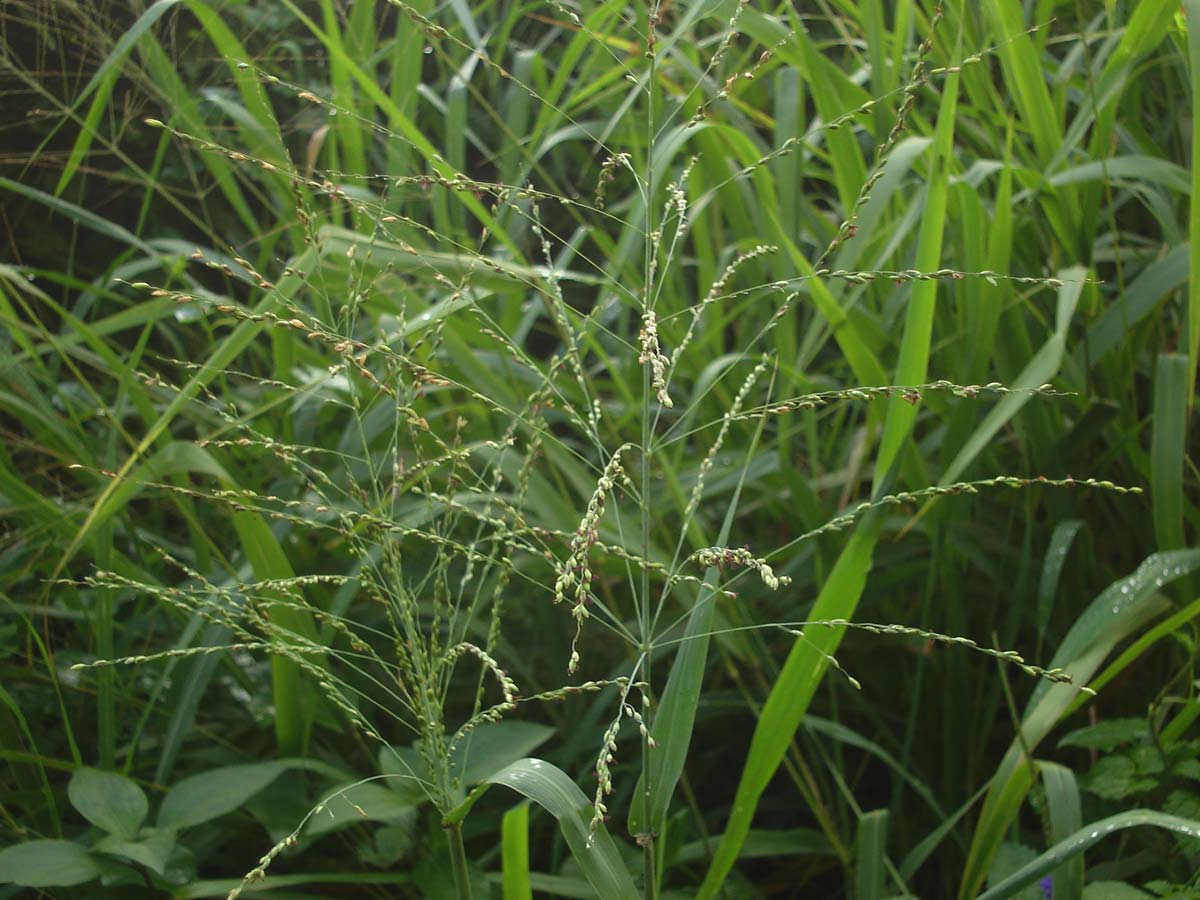
Panicum maximum.

Panicum L. é um género botânico pertencente à família Poaceae (gramíneas).
Na classificação taxonômica de Jussieu (1789), Panicum é o nome de um gênero  botânico,  ordem Gramineae,  classe Monocotyledones com estames hipogínicos (quando os estames se inserem no receptáculo da flor abaixo do nível do ovário).

## Sinonímia
| - Acostia Swallen - Chasea Nieuwl. - Coleataenia Griseb. - Dichanthelium (Hitchc. et Chase) Gould - Dileucaden (Raf.) Steud. - Eatonia Raf. - Eriolytrum Kunth - Megathyrsus (Pilg.) B. K. Simon & S. W. L. Jacobs - Milium Adans. | - Monachne P. Beauv. - Paniculum Ard. - Phanopyrum (Raf.) Nash - Polyneura Peter - Psilochloa Launert - Setiacis S.L. Chen et Y.X. Jin - Steinchisma Raf. - Talasium Spreng. |

## Espécies
| - Panicum amarum Elliott - Panicum ambiguum Trin. - Panicum anabaptistum Steud. - Panicum anceps Michx. - Panicum antidotale Retz. - Panicum aquaticum Poir. - Panicum arechavaletae Hicken - Panicum bartowense Scribn. & Merr. - Panicum bergii Arechav. - Panicum bisulcatum Thunb. - Panicum brachyanthum Steud. - Panicum brevifolium L. - Panicum bulbosum Kunth - Panicum campestre Nees ex Trin. - Panicum capillare L. - Panicum capillarioides Vasey - Panicum coloratum L. - Panicum curviflorum Hornem. - Panicum decolorans Kunth - Panicum decompositum R. Br. - Panicum deustum Thunb. - Panicum dichotomiflorum Michx. - Panicum dregeanum Nees - Panicum effusum R. Br. - Panicum flavescens Sw. - Panicum fluviicola Steud. - Panicum fulgidum (R. Br.) Hughes - Panicum gattingeri Nash - Panicum ghiesbreghtii E. Fourn. - Panicum glabripes Döll - Panicum gracilicaule Rendle - Panicum grumosum Nees - Panicum gymnocarpon Elliott - Panicum hallii Vasey - Panicum havardii Vasey - Panicum hemitomon Schult. - Panicum hillmanii Chase - Panicum hirstii Swallen - Panicum hirsutum Sw. - Panicum hirticaule J. Presl - Panicum hochstetteri Steud. - Panicum kalaharense Mez - Panicum lanipes Mez - Panicum larcomianum Hughes - Panicum laxum Sw. - Panicum maximum Jacq. - Panicum massaiense Mez - Panicum miliaceum L. - Panicum milioides Nees ex Trin. - Panicum millegrana Poir. - Panicum mindanaense Merr. | - Panicum missionum Ekman - Panicum monticola - Panicum natalense Hochst. - Panicum nephelophilum Gaudich. - Panicum niihauense H. St. John - Panicum notatum Retz. - Panicum numidianum Lam. - Panicum obtusum Kunth - Panicum olyroides Kunth - Panicum paludosum Roxb. - Panicum pernambucense (Spreng.) Mez ex Pilg. - Panicum philadelphicum Bernh. ex Trin. - Panicum phragmitoides Stapf - Panicum pilosum Sw. - Panicum plenum Hitchc. & Chase - Panicum plicatum Lam. - Panicum poaeoides Stapf - Panicum polygonatum Schrad. - Panicum prionitis Nees - Panicum psilopodium Trin. - Panicum quadriglume (Döll) Hitchc. - Panicum queenslandicum Domin - Panicum racemosum (P. Beauv.) Spreng. - Panicum radicans Retz. - Panicum repandum Nees - Panicum repens L. - Panicum reverchonii Vasey - Panicum rigidulum Bosc ex Nees - Panicum schinzii Hack. - Panicum scopuliferum Trin. - Panicum sellowii Nees - Panicum seminudum Domin - Panicum serratum R. Br. - Panicum stapfianum Fourc. - Panicum stipitatum Nash - Panicum stramineum Hitchc. & Chase - Panicum subalbidum Kunth - Panicum sumatrense Roth - Panicum trachyrachis Benth. - Panicum trichanthum Nees - Panicum trichocladum Hack. ex K. Schum. - Panicum trichoides Sw. - Panicum turgidum Forssk. - Panicum urvilleanum Kunth - Panicum validum Mez - Panicum verrucosum Muhl. - Panicum versicolor Döll - Panicum virescens Weigel - Panicum virgatum L. - Panicum whitei J. M. Black |

- «Lista completa»

## Classificação do gênero
| Sistema | Classificação                   | Referência               |
| ------- | ------------------------------- | ------------------------ |
| Linné   | Classe Triandria, ordem Digynia | Species plantarum (1753) |